# Kid Mahall
Kid Mahall (Manaus, 2 de Novembro de 1965) é um humorista, ator, jornalista, produtor de TV, empresário artístico e radialista, tendo sido o criador dos personagens humorísticos 'Raimundo e Maria' que marcaram o horário eleitoral de Manaus. 

## Biografia
De origem humilde, neto de um ex-combatente da 2ª Guerra Mundial, o Kid Mahall, resolveu ainda na adolescência adotar o nome 'Kid', devido às constantes gozações pela dificuldade que as pessoas tinha de acertar o seu nome. Traduzindo o seu nome artístico como “garoto do amor”, Mahall teve a grande influência recebida do ator popular Vital Mello, com cujo trabalho se identifica, e cuja técnica apurou através de alguns cursos e oficinas teatrais que se realizaram em Manaus e das quais sempre participa. Desde de 1986, Kid Mahall está envolvido com o teatro. 
Começou fazendo cursos com os artistas locais Wagner Mello, Vital Melo e Rosa Eunice e logo em seguida que se apaixonou realmente pela arte de representar resolveu voar mais alto. Teve aulas, então, com as atrizes Neila Tavares e Marina Lores (respectivamente da Rede Globo e Manchete); com Fernando Mauro, professor de arte cênica do Rio de Janeiro e Maria Helena Khruger, pedagoga de teatro infantil de São Paulo.
Certo de que um ator tem a obrigação de ser completo, Mahall também aprendeu dança num curso de iniciação teatral com as coreógrafas Conceição Souza, Ana Mendes e Marta Marti.
Participou ainda de um curso com Luís Inácio, professor de jazz do Rio de Janeiro e Maísa Tempesta, professora de jazz contemporâneo de São Paulo. Destacando em seu trabalho, uma participação no filme “Os Trapalhões e a Árvore da Juventude” onde fez uma ponta como bandido. Sua primeira telenovela foi Amazônia, escrita por Jorge Duran e Denise Bandeira, levada ao ar em 1991 pela extinta Rede Manchete, na qual encenou ao lado do  ator Marcos Palmeira. Mahall teve destaque em trabalhos comunitários, sendo um dos coordenadores da gincana cultural da Escola Castelo Branco, coordenador geral da gincana cultural da Escola Fueth Paulo Mourão, idealizador do Festival Amazonense de Karaokê. 

No teatro, criou e participou do grupo Massa. Muito popular junto ao público jovem, o grupo Massa atraiu grande público para as suas apresentações nas mostras estudantis de artes cênicas, tornando-se bastante conhecido devido ao sucesso das montagens de “A Chegada de Lampião no Inferno”, de Leandro Filho que passou 10 anos em cartaz e "Deus Negro”, baseado num texto do poeta Neimar de Barros, e “Vida e Morte Severina”, de João Cabral de Mello e Neto.
Outra personagem de Kid Mahall é Monga, uma mulher sempre otimista com a vida. Gorda, Monga é uma cantora de cabaré que só interpreta músicas que abordam a vida da “outra”. Ela só canta músicas que valorizam as amantes, já que é uma amante em potencial. Monga é uma personagem criada pelo ator e diretor em 1988. Ela já participou de shows de alguns músicos locais como o grupo Raízes Caboclas e Candinho e Inês, no Teatro Amazonas. A irreverente Monga faz paródias musicais de Maria Bethânia.
Em 2000, surgiu a dupla humorística “Raimundo e Maria” realizando performances na televisão no horário eleitoral de Manaus. Foram destacadas expressões utilizadas no dia-a-dia do amazonense nos comerciais de TV, entre elas: ‘tu é leso’, ‘nem cum nojo’, ‘vô mermo’, ‘de cumborra’ e outras. Essa massificação do regionalismo manauense transformou atraente e divertida as campanhas eleitorais da época.
No campo da produção, Kid Mahall trabalha de 1992 na direção do programa mais antigo da televisão amazonense, o Nosso Encontro]] da [[TV A Crítica, apresentado por Baby Rizzato. Paralelo ao programa de TV, exerce a função de colunista do jornal Manaus Hoje, onde assina a coluna Na Balada. Foi produtor dos principais artistas do estado do Amazonas, entre eles: grupo Calçada, Banda Embala Samba, grupo Carrapicho, Tony Medeiros, Raiff Mattos, Carlinhos do Boi, Alex Pontes, Raízes Caboclas, grupo Pecado e Rick Oliveira.
Em razão da experiência adquirida através do teatro e da dança, Kid Desenvolveu atividades de coreógrafo de comissão de frente dos GRES ‘Reino Unido da Liberdade’ e ‘Sem Compromisso’ no Carnaval de Manaus. Desde de 2000, coordena o Concurso de Rainhas do Campeonato de Peladas do Amazonas, o maior campeonato de futebol amador do mundo (Rede Calderaro de Comunicação). Dentre os concursos de beleza no estado do Amazonas coordenados por Kid estão: Garota Expoagro, Rainha Unidos da Glória e Rainha da Laranja do município de Rio Preto da Eva.

## Na televisão
- 1991 -  Telenovela Amazônia.... (participação especial)
- 2000 - Raimundo
- 2001 - Raimundo no Boi

## No teatro
- 1982 - A chegada de Lampião no inferno
- 1986 - Grupo Massa
- 1989 - Raimundagem
- 1990 - Repiquete.... (Zé Barranco)
- 1996 - Auto do Boi....  (amo do boi)
- 1998 - Manaus La Belle Époque....  (Crispim do Amaral)

## No cinema
- 1991 - Os Trapalhões e a Árvore da Juventude.... (Bandido)

## Prêmios
- 1986 e 1987 - Recebeu prêmios de Melhor Ator nos anos 86 e 87 com a peça “Raimundagem” pela Coordenadoria de Assuntos Culturais (CAC).

- 1990 - Melhor Diretor Infanto-Juvenil com a peça “A Chegada de Lampião no Inferno” pela Lupa Promoções e Eventos

- 1992 - Recebe novamente o prêmio de melhor ator na XI Zonarte do SESC, também com a “A Chegada de Lampião no Inferno”.